# Авреол
Авреол (лат. Aureolus; казнён в 268) — начальник римских войск в Иллирии во времена императора Галлиена, один из «тридцати тиранов» — кратковременных узурпаторов императорской власти в 260-е годы. Сведения о нём содержатся у Авторов жизнеописаний Августов в разделе «Тридцать тиранов».

## Биография
Нам неизвестна дата рождения Авреола, но, учитывая, что он был узурпатором в 268 году, то скорее всего он родился не позднее 230-х годов. Зонара говорит, что он был пастухом и родился в римской провинции Дакия к северу от Дуная. Можно предположить, что, как и многие даки он служил в римской армии и имел счастье попасть в поле зрения императора Галлиена. Авреол с Галлиеном основал новый кавалерийский корпус.
Он оставил след в истории в 258 году (или в 260 году), когда его кавалерия была основной причиной поражения узурпатора Ингенуя в битве при Мурсе. В 261 году он командовал армией, которая разгромила армию узурпаторов Макрианов в бою где-то на центральных Балканах. После подавления восстания Макрианов, Авреол сопровождал императора в попытке подавить бунт Постума и его Галльской империи. Постуму удалось избежать полного разгрома благодаря «неосторожности Авреола». Зосима сообщает, что Авреол участвовал в заговоре против Галлиена, но все заговорщики были наказаны за исключением Авреола. В настоящее время неизвестна причина вступления Авреола в заговор. Возможно, как дак, Авреол возмущался политикой Галлиена и лишения его родной провинции гарнизона для укрепления охраны Италии, что приводит к варварским нашествиям на Дакию.
Он потерял доверие Галлиена и лишился звания командира кавалерийского корпуса. Тогда Авреол осел в Медиолане и предложил Постуму оспорить власть Галлиена над империей. Авреол использовал медиоланский монетный двор для чеканки монет с профилем Постума на аверсе, а на реверсе — призывом к кавалеристам покинуть Галлиена и перейти на его сторону. Но Постум игнорировал призыв Авреола, и последний, без поддержки галльского узурпатора, был разбит Галлиеном в битве на реке Адда к востоку от Милана. Затем он был осажден в Милане. Когда Галлиен был умерщвлён, император Клавдий II Готский заставил Авреола покориться. При новом восстании он был покинут своими воинами и казнён.